# Brihan Maharashtra Sugar Syndicate
Brihan Maharashtra Sugar Syndicate es una empresa india con sede en Pune, India. Fue fundada el 21 de septiembre de 1934 por el industrial Chandrashekhar Agashe como una empresa azucarera; tras la descolonización, se convirtió en una de las principales productoras de licor en India.